# Jinho 9
Kevin Shomba (Aalst, 9 september 1999), beter bekend onder zijn artiestennaam Jinho 9, is een Belgische zanger van Congolese en Jamaicaanse afkomst. Hij brak in 2022 door met het nummer Blind op zoek (Trapagas). De preview van dit nummer ging viraal op TikTok. Het volledige nummer bereikte de top van de Spotify Charts in Nederland en de vijfde plaats in België.

## Biografie
Jinho 9 groeide op in Ninove. Het cijfer 9 in zijn artiestennaam is ontleend aan zijn geboortedatum. Hij begon met muziek maken op 12-jarige leeftijd als hobby met vrienden, maar besloot later om het serieus aan te pakken. Aanvankelijk zong hij in het Engels, maar later besloot hij Nederlands te zingen. Aanvankelijk gebruikte hij de artiestennaam Yung King Jay, maar veranderde deze in 2019 naar Jinho 9. In 2020 begon hij op te vallen op Twitter, toen een vriend een fragment van zijn lied "Omdat het kan" op Twitter deelde. De video werd vaak bekeken en gedeeld door bekende artiesten zoals Frenna en Ronnie Flex, en Jinho 9 werd uitgenodigd voor een optreden bij FunX.
In juni 2022 begon Jinho 9 met het maken van TikTok-video's en ging daar viraal met zijn nummer "Interessant". Het lied heeft miljoenen views op YouTube, bijna 8 miljoen streams op Spotify, en was 'DiXte van de week' op FunX.
Zijn grootste doorbraak kwam toen hij in augustus 2022 een deeltje van zijn strofe van het nummer "Blind op zoek (Trapagas)" deelde op TikTok. Het lied was op dat moment nog niet af en Jinho 9 kwam terug van vakantie om het alsnog af te ronden. Het werd vervolgens uitgebracht via Atlantic Records en bereikte de top van de Nederlandse Spotify-hitlijst, de vijfde plaats in België, de vierde plaats in de Single Top 100 en de Nederlandse top 40. Ook "Blind op zoek (Trapagas)" was DiXte van de week bij FunX. "Blind op zoek (Trapagas)" was in januari 2023 al meer dan 16 miljoen keer beluisterd op Spotify en heeft nu meer dan 30 miljoen streams getikt. Het succes van deze track werd beloond met 2x een Gouden Plaat en 2x een Platina plaat. Jinho 9 gaf behalve bij FunX ook radio-optredens bij Qmusic en NRJ België.

## Discografie
| Interessant (met Katnuf, Bizzey & Jeriel) | 23 juni 2022 | — | — | — | — | — | 65 | 1 | Goud in Nederland en België |  | Blind op zoek (Trapagas) | 30 september 2022 | 28 | 5 | 26 | 6 | 4 | 23 | Goud en platina in Nederland en België |